# 文書プログラム
文書プログラム、および後継のDOS文書プログラムは、かつて日本IBMが販売していたパーソナルコンピュータ向けのワープロソフト。マルチステーション5550で直接動作するものが「文書プログラム」、PC DOSから起動するものが「DOS文書プログラム」である。

## 概要
文書プログラムは、日本IBMが英文ワードプロセッサのIBM Displaywriter Systemを日本市場向けに作り直したワープロソフトであり、1983年にマルチステーション5550と同時に登場した。マルチステーション5550は複数のキーボードが用意され、ワープロ用途に特化した「1型鍵盤」は当時のワープロ専用機のような多数のキー（罫線、網掛けなど）があり、それを文書プログラムで使用できた。
文書プログラムは大別して以下の種類があり、ソフトウェアの互換性は無いが、データの読み込みはできた。
- 文書プログラム - マルチステーション5550用。別途OSを必要とせず、当プログラムがシステムとして起動する
- DOS文書プログラム（漢字DOS用） - マルチステーション5550用、日本語DOS K2.xまたはK3.xから起動する
- DOS文書プログラム（JDOS用） - PS/55のJDOS（IBM DOS J4.0、IBM DOS J5.0）用
- DOS文書プログラム（DOS/V用） - PS/55のDOS/V（IBM DOS J4.0/V、IBM DOS J5.0/V）用

文書プログラムは、DOSなどのOSから起動するのではなく、専用のディスケットまたはハードディスクに専用のパーティションを作成してそこから起動（ブート）して使用する。文字コードもDOS標準のコードページ932ではなくEBCDICとIBM漢字コードを使用していた。
後継のDOS文書プログラムは、DOSアプリケーションとなったが、サポートされるかな漢字変換ソフト（いわゆるFEP）は、日本IBMの単漢字変換または連文節変換のみであった。また一部のバージョンでは不法コピー防止用のプロテクトキーが存在した。データフォーマットは独自のバイナリー形式である。
DOS文書プログラムは、JDOS用・DOS/V用ともに、OS/2日本語版のDOS互換環境(MVDM)でも稼働がサポートされた。またDOS/V用はIBM純正機でなくともPC/AT互換機でも稼働できた。
DOS文書プログラムはMicrosoft WindowsなどのGUI環境の普及により、1997年に販売を終了した。後継には織姫Liteが開発・発売され、DOS文書プログラムの文書データを読む事ができた。